# Murakami Takashi
Murakami Takashi (村上 隆 Murakami Takashi, sinh ngày 1 tháng 2 năm 1962) là nam họa sĩ đương đại người Nhật Bản. Ông làm việc trong cả ngành hội họa (vẽ, điêu khắc) lẫn truyền thông (thời trang, hoạt hình). Ông cũng là nhà sáng lập và chủ tịch Kaikai Kiki, một công ty đào tạo nghệ sĩ trẻ.